# Kabos
Els kabos són els membres d'un clan ijaw que viuen a l'estat del Delta i a Bayelsa. Parlen el dialecte kabo (o kabowei) de la llengua izon. El nom de la tribu prové del seu fundador, Kabo i del rierol de Kabobolou. En aquest rierol hi ha dues ciutats kabos (Kolowari i Aven). Patani, Elemebiri, Asamiri i Ekperiwari són altres poblacions kabos.

## Història
Els kabos, així com els gbarans i els kumbos provenen de la ciutat d'Oporoza, situada a l'oest del delta del Níger. Els ancestres d'aquests tres clans eren part d'una gran família que va abandonar la ciutat d'Oporoza, situada a la costa dels esclaus a finals del segle xv. Segons la tradició, els fills del rei Pere Oporoza II, que va regnar entre el 1426 i el 1468 foren els que van iniciar la migració. en aquesta època, els portuguesos ja visitaven la costa del delta del Níger per a posar-se en contacte amb Benin City. Des de llavors, les poblacions costaneres van començar a fer raids per a capturar persones per a vendre-les als portuguesos com esclaus. Això va provocar que la regió va esdevenir insegura i que fes decidir als avantpassats dels kabos d'emigrar. Aquests van emigrar seguint el curs del riu Forcados riu amunt fins que van arribar al territori dels Erowhes. Però, com que no se sentien segurs en el nou emplaçament, van tornar a descendir pel riu i es van assentar durant un temps a la zona entre la ciutat actual d'Amatebe i Kolowari.
Okita, el fill de Mboara i d'Oporoza II va tenir tres fills principals, Kumbo, Kabo i Gbaran. Kabo, que era el més gran va assumir el lideratge de l'assentament. Els seus descendents es van multiplicar i van migrar per fundar diverses ciutats i aldees com Elemebiri, Ekperiwari, Asamabiri, Torufani, Adagbabiri, Patani, Abari, Kolowari, etc.
Els clans dels kabos, kumbos i gbarans es formaren a finals del segle xv. Aquests tres clans es van establir a la zona kabo.